# Assiniboia

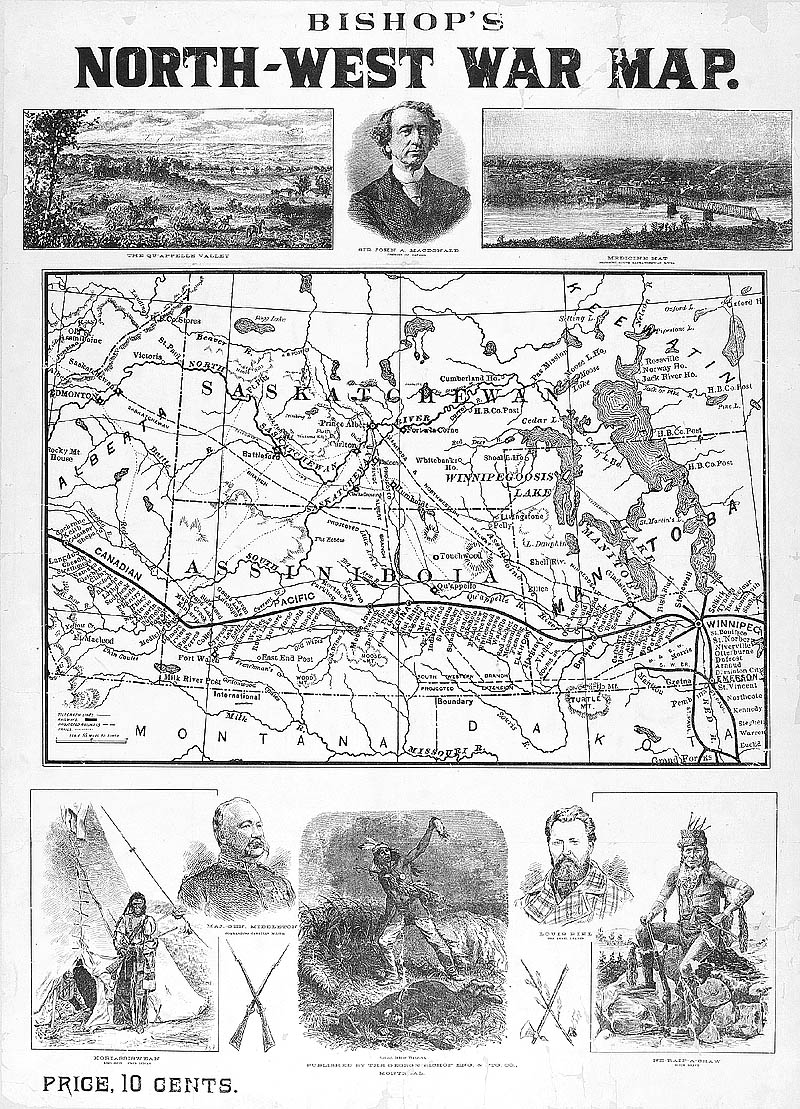
Póster con el mapa de Assiniboia y las áreas adyacentes en el momento de la Rebelión del Noroeste en 1885.

Assiniboia se refiere a una serie de lugares y jurisdicciones administrativas en Canadá. El nombre es tomado de la Primera Nación Assiniboine.

## Uso histórico
Assiniboia era el nombre del proyecto de la provincia de Métis en Canadá, en particular durante la Rebelión del Río Rojo. Se extendió desde cerca del Río Rojo hasta las Rocas Canadienses. Esto era inaceptable para los canadienses orientales, que trataban de ampliar las tierras agrícolas del oeste.

### Distrito de Assiniboia
El Distrito de Assiniboia fue creado más tarde (en 1882) como un distrito administrativo regional de los Territorios del Noroeste de Canadá. La mayor parte fue absorbida por la provincia de Saskatchewan en 1905, excepto la parte más occidental, que pasó a formar parte de Alberta.
La capital territorial de Regina estaba situada en Assiniboia y, en la formación de la provincia de Saskatchewan en 1905, se convirtió en la capital de la provincia. Su ubicación fue elegida por Edgar Dewdney, el teniente gobernador territorial. Dewdney se había reservado para sí terrenos importantes adyacentes a Línea de Ferrocarril Canadiense del Pacífico en el lugar donde se construiría la ciudad, enriqueciéndose considerablemente. Esta fue la ocasión de un gran escándalo en los primeros días de los Territorios [cita requerida]
El Distrito de Assiniboia sobrevivió en su configuración geográfica original como la Diócesis Angelical de Qu'Appelle hasta los años 1970 cuando la parte de la diócesis (y antiguo Distrito de Assiniboia), situada en la provincia de Alberta, fue cedido a la Diócesis de Calgary.
Para más información sobre la historia de los distritos provisionales, véase Distritos de los Territorios del Noroeste (en inglés).

## Otros lugares

### Saskatchewan
Assiniboia es también un pueblo en el centro-sur de Saskatchewan.
Es una comunidad predominantemente agricultora de, aproximadamente, 3000 habitantes.

### Manitoba
Assiniboia es el nombre de un distrito electoral provincial en la provincia canadiense de Manitoba. Hoy en día es un barrio residencial con subdivisiones conocido Crestview, Westwood, y St. Charles.
- Datos: Q742048